# 王光亚
王光亚（1950年3月—），江苏阜宁人，出生于上海，中国职业外交官，曾任外交部副部长、党委书记，中国常驻联合国代表、特命全权大使，国务院港澳事务办公室主任、党组书记，第十三届全国人民代表大会华侨委员会主任委员等职。中国共产党党员；是中共第十七届中央候补委员、第十八届中央委员。夫人陈姗姗（丛军）是陈毅唯一的女儿。

## 生平

### 早年经历
王光亚出生在上海一个普通工人家庭。1963年考入上海外国语学院附属中学（今上海外国语学校），为日后走上外交道路奠定基础。他和后来的中国外交高官杨洁篪不仅是同学，而且更住同一寝室，是真正意义上的同窗。
初中还尚未毕业，由于文化大革命的爆发，王光亚到北大荒当知青；1968年，被分配到黑龙江省绥滨县的生产建设兵团劳动。在中华人民共和国成功取代了中华民国在联合国的席位后，主管当时外交事务的国务院总理周恩来，对于未来外交接班人才深感忧虑。外交部奉命把曾在当时上海外院附中和外语学校学习了3年的原初三学生招回来，从中精选了一些人，送到英国，学习外语、政治、经济。这批人中，就包括了王光亚、杨洁篪、沙祖康、周文重、龙永图等，以及后来成为王光亚夫人的陳毅女兒陈珊珊（又名：丛军）。
在英国期间，王光亚先后在英国文化委员会学生中心、大西洋書院和倫敦政經學院学习。1975年回国。

### 外交生涯
回国后，王光亚被安排到外交部翻译室工作，开始了整整35年的职业外交生涯。
1977年，王光亚调往中国常驻联合国代表团工作，为当时的常驻联合国代表陈楚大使担任翻译工作。这也是他首次接触到多边的外交工作环境。1980年6月，陈楚离任。新任驻联合国代表凌青选派王光亚进入美国霍普金斯大学的尼采高级国际研究院(SAlS)进修，主要从事国际组织等事务的研究。一年的学习结束后，王光亚回到中国常驻联合国代表团。
在结束了6年驻外工作的经历后，王光亚于1983年回国，进入外交部国际司。此后，历任国际司三秘、副处长、处长；期间，跟随国际司司长李道豫，行走于各个国际组织中，充实外交工作经验。 
1986年，王光亚第三次被进入中国常驻联合国代表团工作，任参赞，负责政治组的工作。四年后，被召回国内，出任外交部国际司副司长；一年后，晋升司长；1998年，升任外交部部长助理。1999年11月，被任命为主管国际组织、军控与条约法律事务的副部长，开始全面执掌中国的多边外交事务。
2003年8月，王光亚第四次到中国常驻联合国代表团工作，并接替退休的王英凡，出任中国常驻联合国大使。2008年9月26日任期结束。回国后，王再次出任外交部副部长，并兼任外交部党委书记。

### 主管港澳事务
2010年10月，国务院宣布，由王光亚接替即将退休的廖晖，出任国务院港澳事务办公室主任。时任香港特别行政区行政长官曾荫权，在10月8日晚即发表声明，祝贺王光亚接任港澳办主任一职，期望与王光亚紧密合作。2017年9月，王光亚届龄退休。
2018年3月，在第十三届全国人民代表大会第一次会议上，当选全国人大常委会委员、华侨委员会主任委员。

## 重要活动
- 2005年，日本谋求成为联合国安理会常任理事国。王光亚曾试图阻止，但日本一度获得大量国家的支持。有人戏称，这场多边外交是“王光亚的保卫战”。随后，王光亚改变策略，利用由日本和其他一同申请入常的三个国家所组成“四国联盟”，在各有地缘上的反对者这一特点，与相关国家组成“同盟”。最终，以“安理会改革方案未达成共识”为由，代表中国政府公开表示将反对现行改革方案。从而，成功地打破了日本谋求进入常任理事会的愿望。
- 中国常驻联合国代表任內，王光亚多次反擊“台独活动”。特别是在2007年8月，时任中华民国总统陈水扁致函联合国，表示要求台湾加入联合国。作为联合国安全理事会当月的轮值主席，王光亚退回了陈水扁的信函，并称他是“彻头彻尾的国际麻烦制造者”[9]。

## 言论
2011年6月，王光亞訪問香港時表示特區政府應避免讓香港的房屋問題演變成政治問題，要求特區政府加倍關注，解決市民住屋問題。
2018年3月中，香港剛舉行了立法會補選，王光亞出席電台節目時稱補選結果反映港人理智，形容結果「不錯」，在功能界別也出現「本應出現的結果」，同時指香港近年傾向政治化，部分人常搞政治活動不利香港發展，是次選舉結果是港人期待，亦反映市民希望香港不要再折騰。
同年4月，王光亞稱叫喊「結束一黨專政」口號的人士不能參選立法會，他指國家憲法規定中國的政治體制是中國共產黨領導，即使中國的政制並非「一黨專政」，但這種口號的針對性很明顯。叫喊該口號是違反國家憲法的違法行為。

## 家人
王光亚和夫人陈姗姗是在英国留学期间认识的。陈姗姗是中华人民共和国元帅和第二任外交部长——陈毅唯一一个女儿。两人在留学期间相恋，并于回国后的第二年结婚。婚后育有一子，毕业于北京工业大学，现在一家证券公司工作。